# Мизено
Мизе́но (итал. Miseno) — фрационе в составе коммуны Баколи, входящей в метрополию города Неаполь (Италия). Располагается на месте античного Мизена (лат. Misenum).

## История
Согласно античным мифам Мизен был назван в честь Мисена. В «Энеиде» Мисен — соратник Гектора, а затем трубач Энея. Он вызвал на состязание бога Тритона, который сбросил его в волны.
В 38 году до н. э. в Мизене (по другой версии — в близлежащих Путеолах) проходили переговоры между Октавианом и его противником Секстом Помпеем, по результатам которых было заключено мирное соглашение.
Со времён правления Октавиана Мизен стал одной из важнейших римских военно-морских баз: в хорошо защищённой от бурь гавани на кратере потухшего вулкана, затопленном Тирренским морем, располагались основные силы Мизенского флота.
Благодаря красивой природе и близости флота (который использовался для путешествий членами императорской семьи и высшими сановниками) окрестности Мизена были популярным местом для строительства роскошных вилл. Рядом с портом, на Мизенском мысу, находилась вилла, некогда принадлежавшая Марию, а позже Лукуллу; в 37 году здесь умер император Тиберий.
Мизен считается родиной святого Соссия, который служил здесь диаконом и принял мученическую смерть за веру вместе с другими христианами в 305 году.
Древний город был оставлен жителями в 846 году после нападения сарацин, которые подвергли его разрушению.

## Достопримечательности
Неподалёку от Мизено находится хорошо сохранившееся древнеримское подземное (вырубленное в туфе) сооружение, известное как Piscina Mirabilis, — резервуар пресной воды для нужд Мизенского флота. Ёмкость резервуара со сводчатым потолком достигает 12 600 м³, он освобождён от воды и доступен для посещения.

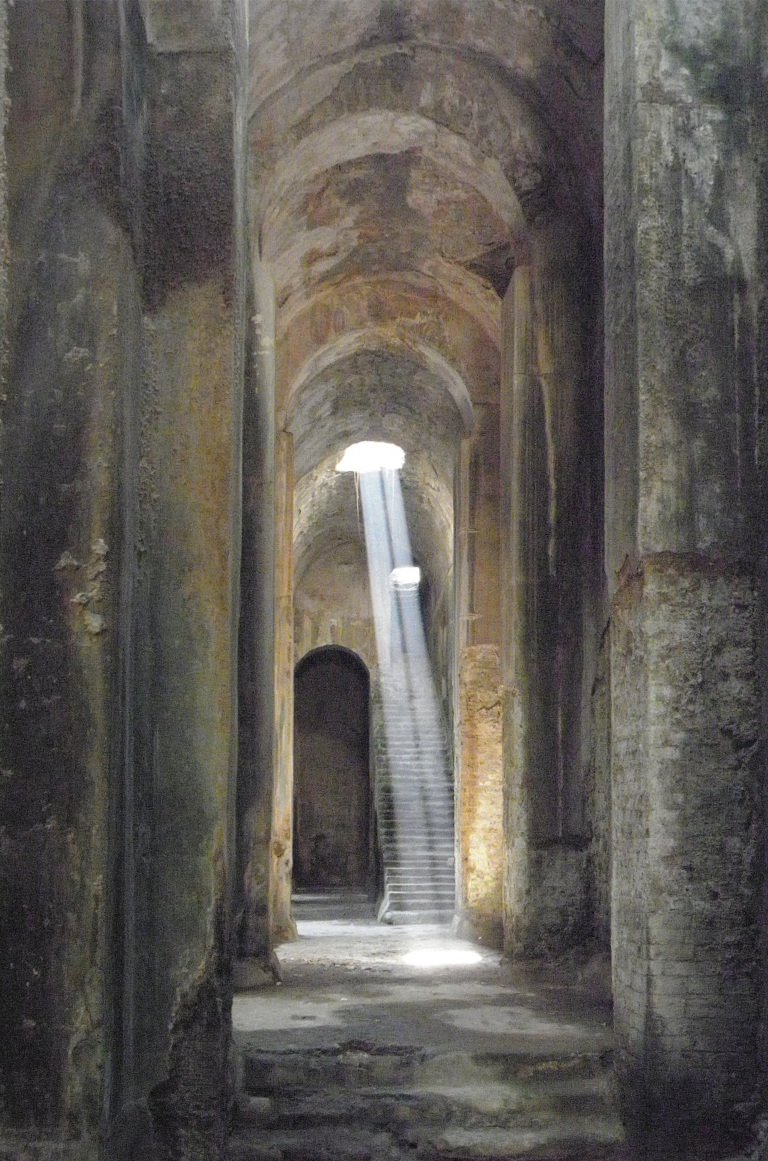
Piscina Mirabilis
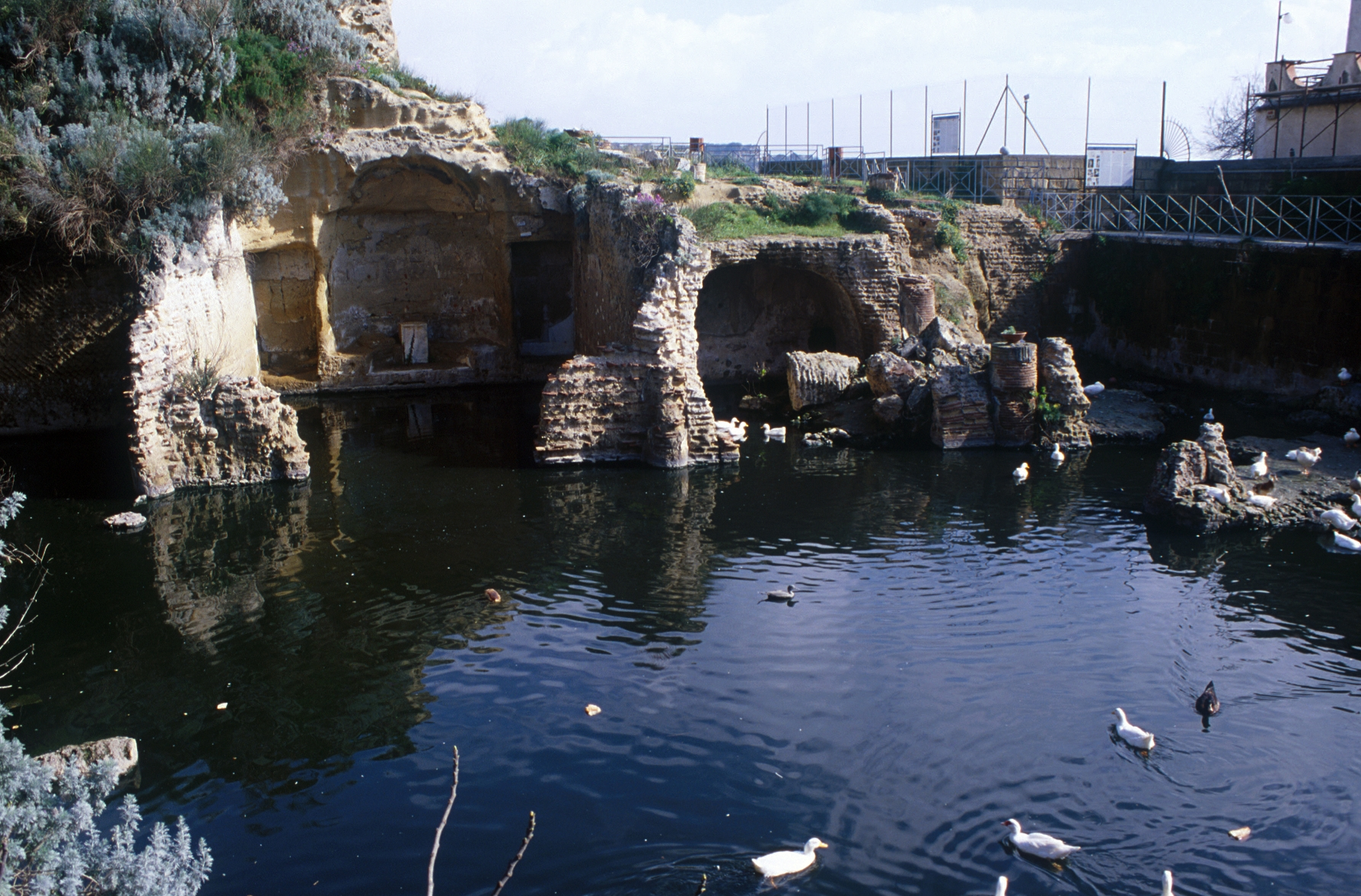
Руины святилища августалов
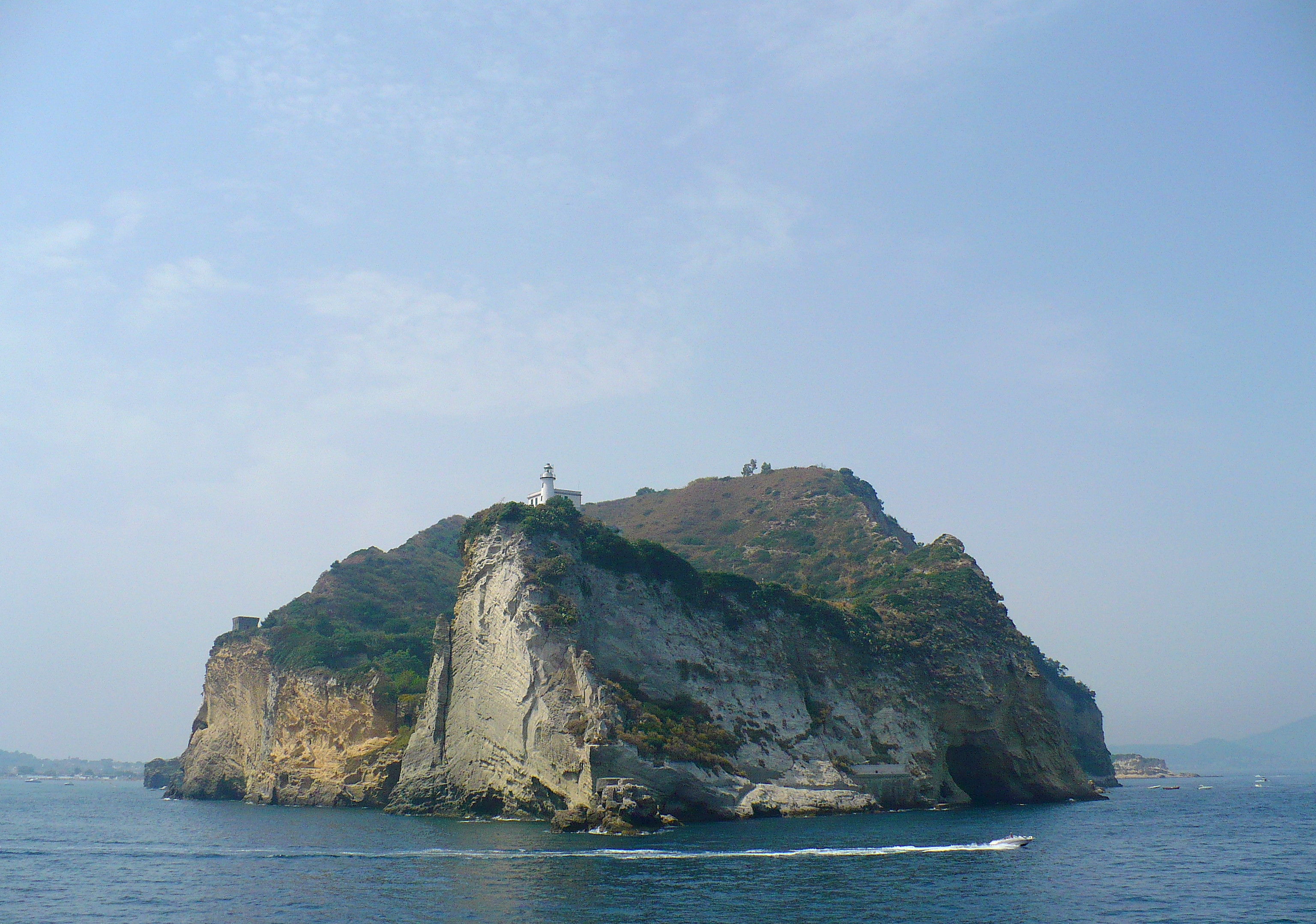
Вид на маяк на Мизенском мысу[англ.]

## В литературе
- В романе Лью Уоллеса «Бен-Гур: история Христа» (1880) в Мизене находится вилла Квинта Аррия, которую он завещает своему приёмному сыну Иуде Бен-Гуру
- В романе Роберта Харриса «Помпеи» (2003) главный герой Марк Аттилий — инженер, который обслуживает акведук, наполняющий Piscina Mirabilis